# Euryzygoma
L'eurizigoma (Euryzygoma dunense) è un marsupiale estinto, appartenente ai diprotodonti. Visse nel Pliocene inferiore(circa 5 milioni di anni fa). I suoi resti sono stati ritrovati in Australia (Queensland e Nuovo Galles del Sud).

## Descrizione
Di mole cospicua, questo animale assomigliava vagamente a un rinoceronte e raggiungeva la lunghezza di due metri e mezzo. La caratteristica principale era data dal cranio, che possedeva due curiose strutture formate dalle ossa delle guance. Queste ossa erano eccezionalmente ampie, e rendevano il cranio più largo che lungo (un fatto inusuale per un mammifero). Queste strutture erano formate da estensioni laterali dell'arcata zigomatica. Le estremità di queste ossa erano lisce e non ruvide, a suggerire che non avevano crescite cornee. 

## Classificazione
L'eurizigoma è un rappresentante della famiglia dei diprotodontidi, che include i più grandi marsupiali mai esistiti. I primi resti di eurizigoma noti alla scienza furono denti isolati rinvenuti nel 1887 e attribuiti a Nototherium, un altro diprotodontide. Solo nel 1912 fu ritrovato un cranio in ottimo stato di conservazione, che permise di stabilire l'esistenza di un nuovo genere di diprotodontide. Oltre alla specie tipica (E. dunense) è stata rinvenuta un'altra specie, ancora senza nome.

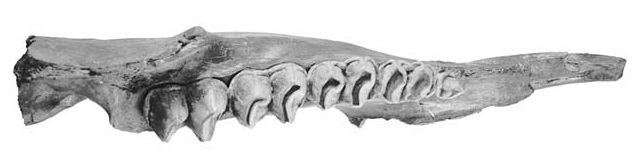
Mandibola di Euryzygoma dunense

## Stile di vita
Questo animale visse in un habitat costituito da foreste di Eucalyptus; l'eurizigoma probabilmente si cibava di foglie, ed è possibile che le estensioni ossee sostenessero delle tasche guanciali, nelle quali l'animale immagazzinava il cibo. Forse queste tasche erano utili in quanto l'animale poteva trascorrere meno tempo in prossimità di stagni infestati da coccodrilli. È anche plausibile che queste sporgenze fossero usate come un display sessuale: alcuni crani di eurizigoma sono infatti sprovvisti di queste ossa sporgenti.